# Hansi Burg
Hansi Burg   (Viena, 12 de febrer de 1898 - Garatshausen, 14 de març de 1975) va ser una actriu de cinema i escenògrafa alemanya d'origen austríac.
Va néixer a Viena com a filla d'Eugen Burg, un dels principals actors alemanys. Va estudiar ball a Berlín amb Rita Sacchetto. Va començar a actuar professionalment el 1917, apareixent sobretot a l'escenari, però també en diverses pel·lícules mudes.
Burg es va fer coneguda per la seva relació a llarg termini amb l'estrella de cinema Hans Albers que va conèixer mentre actuaven junts. El ministre de propaganda nazi Joseph Goebbels els va obligar a separar-se perquè era jueva, tot i que van romandre en contacte secret. Durant la Segona Guerra Mundial va viure exiliada a Gran Bretanya. Va tornar el 1945 i es va establir a viure amb Albers de nou. El seu pare va morir al camp de concentració de Theresienstadt.

## Filmografia
- Mutter Erde (1919)
- Abenteuer der Bianetti (1919)
- The Girl from Acker Street (1920)
- Der unsichtbare Dieb (1920)